# Félix et la Source invisible
Félix et la Source invisible est un récit d'Éric-Emmanuel Schmitt, paru en 2019 chez l'éditeur Albin Michel. Ce récit constitue le huitième volume du Cycle de l'invisible d’Éric-Emmanuel Schmitt, cycle composée d’histoires que se lisent indépendamment les unes des autres.

## Résumé
Félix, 12 ans vit un cauchemar. Sa mère Fatou, une magnifique Sénégalaise qui tient un petit café à Belleville est entrée dans une dépression profonde. Ce récit explore les différentes facettes de l'animisme,.

## Accueil critique
Les critiques sont plutôt favorables dans les médias francophones. Ainsi pour Franz-Olivier Giesbert (Le Point), il s'agit d'un roman « enlevé, féerique » et pour François Duffour du site Atlantico, le roman est « culotté et réussi, une très belle fable au service de la foi ».

## Éditions
Édition imprimée originale
- Éric-Emmanuel Schmitt, Félix et la source invisible, Paris, Albin Michel, 2 janvier 2019, 234 p., 130 × 200 mm (ISBN 978-2-226-44001-3).

Édition imprimée au format de poche
- Éric-Emmanuel Schmitt, Félix et la Source invisible, Paris, Librairie générale française, coll. « Le Livre de poche » (no 35854), 19 août 2020, 192 p., 18 cm (ISBN 978-2-253-07768-8, BNF 46610638).

Livre audio
- Éric-Emmanuel Schmitt, Félix et la source invisible, Paris, Audiolib, 16 janvier 2019 (ISBN 978-2-36762-832-5). Texte intégral ; narrateur : Éric-Emmanuel Schmitt ; support : 1 disque compact audio ; durée : 3 h 51 min environ[5].